# Wise Bay
Die Wise Bay ist der Einlass des Ekblad-Gletschers aus dem Transantarktischen Gebirge in das Ross-Schelfeis. Die Bucht liegt unmittelbar westlich des Driscoll Point an der Shackleton-Küste.
Teilnehmer der von 1959 bis 1960 dauernden Kampagne im Rahmen der New Zealand Geological Survey Antarctic Expedition nach Keith Charles Wise, einem Mitglied der Forschungsreise.